# Куштановицкая культура
Куштановицкая культура — археологическая культура раннего железного века (600-300 гг. до н.э.).
Территория распространени — Восточная Словакия (южная Лемковщина), соседнее украинское Закарпатье и северо-восточные районы Венгрии. Сменилась Пшеворской культурой.
Носители куштановицкой культуры в основном известны по исследованных могильниках в сёлах Куштановица, Колодное, Белки, Голубиное, Невицкое и некоторым другим поселениям.
На материальную и духовную культуру куштановицких племён заметное влияние оказали скифоидные культуры лесостепной Украины. Об этом свидетельствует оружие, керамика, украшения, погребальные обряды.
Гальштатско-Скифскую область в Словакии некоторые учёные считают этнически скифской, однако из исторических источников ничего не известно о пребывании здесь скифов. Большинство элементов культуры этой области местного происхождения. Что же касается скифских элементов, то они могли быть лишь заимствованы у последних. То же можно сказать и о пребывании скифов на территории Румынии и Болгарии. К югу от Дуная лишь две - три находки скифских вещей датированы временем до 4000-3000 гг. к Г. Х..
Вопрос о происхождении куштановицкой культуры спорный. По мнению И. Лендьел, это местная гальштатская культура, испытавшая сильное влияние со стороны степных скифов, которые осели на территории Закарпатья. По мнению Г.И. Смирновой и К.В. Бернякович, куштановицкая культура совсем не связана со скифской населением степей Северного Причерноморья, а принадлежит к кругу скифо-подобных культур лесостепи.